# مانع (مسابقه موتوری)
مانع (به انگلیسی: Chicane) یک ویژگی مجازی است که پیچ‌های اضافی در یک جاده ایجاد می‌کند و در مسابقات موتوری به کار می‌رود، هم‌چنین در جاده‌ها باعث کاهش ترافیک و افزایش ایمنی می‌شود. نمونه‌ای از مانع، پیچ کوتاه s شکل است که در آن، راننده باید به آرامی، ابتدا به چپ و سپس به راست بپیچد تا در جاده بماند. این امر باعث کاهش سرعت خودرو می‌شود.

## مسابقه موتوری

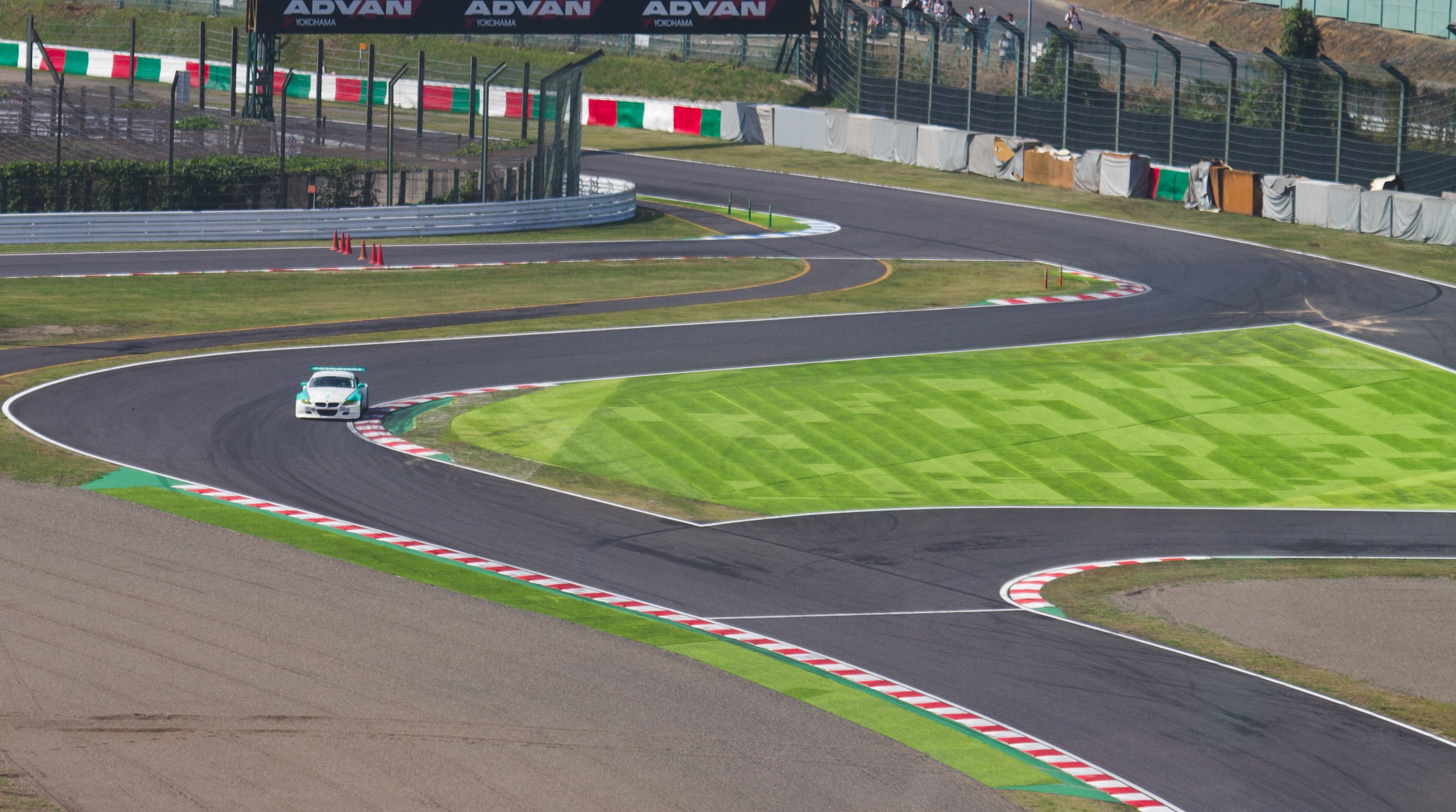
مانع مثلثی کاسیو در پیست سوزوکا

در پیست‌های نوین مسابقه‌ای، معمولاً موانع پس از مسیرهای مستقیم طولانی قرار می‌گیرند و آن‌ها را به مکانی برای سبقت‌گرفتن تبدیل می‌کنند. هم‌چنین ممکن است طراحان پیست، این موانع را برای جلوگیری از رسیدن خودروها به سرعت‌های ناایمن در پیست قرار دهند. مانع تامبورلو در پیست ایمولا نمونهٔ برجسته‌ای از این امر است. این مانع پس از مرگ آیرتون سنا در پیچ اولیه ایجاد شد. در پیست سرت، موانع در امتداد مسیر مستقیمی ۶ کیلومتری قرار گرفته بودند تا سرعت خودروها را که تا ۴۰۰ کیلومتر در ساعت می‌رسید، کاهش دهند.
در برخی پیست‌ها مانند پیست یاس مارینای ابوظبی، مانع‌های انتخابی وجود دارد. خودروهای سریع‌تر از درون مانع می‌گذرند؛ ولی خودروهای کندتر (مانند خودروهای باشگاه‌های آماتور) از کنار آن می‌گذرند، زیرا آنان نمی‌توانند به سرعت بالای مشابهی در مسیر مستقیم دست یابند. چنین مانع‌هایی در پیست بارسلون-کاتالونیا نیز به کار می‌روند که در آن‌ها مانع‌های جداگانه برای خودروها و موتورسیکلت‌ها وجود دارد.

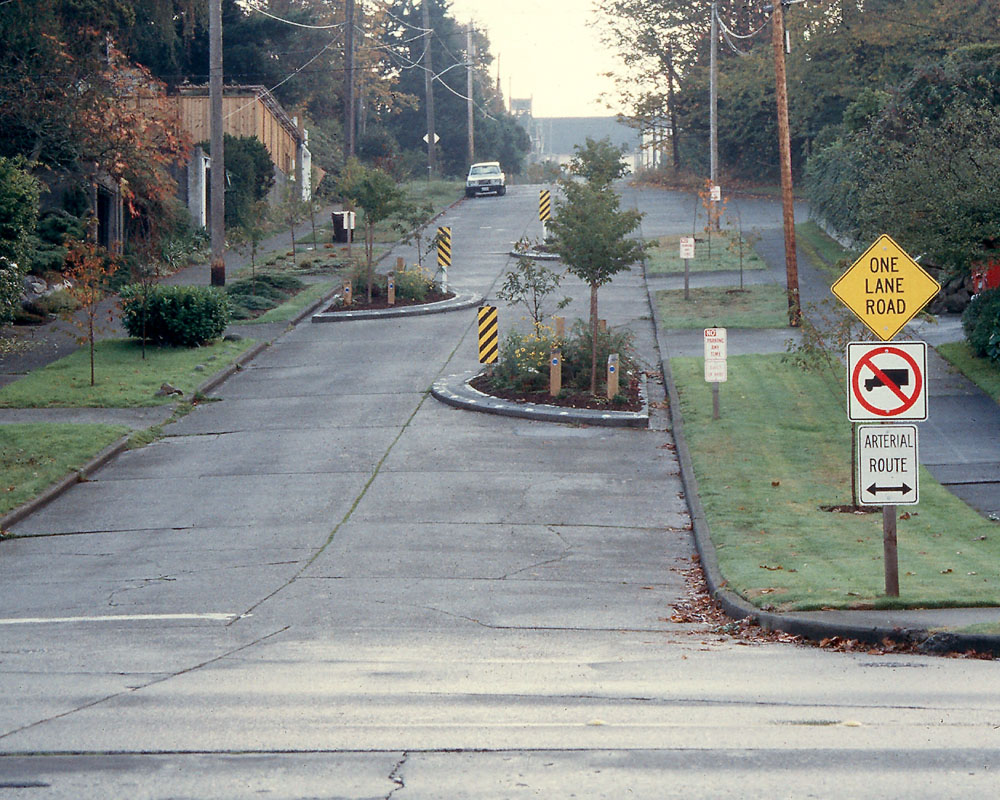
مانع به کار گرفته شده برای آرام‌سازی ترافیک

نمونهٔ دیگر پیست تسوکوبای ژاپن است. مانعی پس از پیچ شمارهٔ ۷ ایجاد شد که ابتدا به راست و سپس به چپ می‌پیچید. این مانع تنها برای موتورسیکلت‌ها به کار می‌رود و برای جلوگیری از ورود موتورها به پیچ ۸ که پیچ چپگرد سریعی است، ساخته شده‌است. چنین تلقی می‌شد که این پیچ برای موتورها ایمن نیست، زیرا پس از آن نیز باید وارد یک پیچ گیره سر راستگرد شوند.

## آرام‌سازی ترافیک
مانع‌ها گونه‌ای از انحراف افقی هستند که در روش‌های آرام‌سازی ترافیک برای کاهش سرعت وسایل نقلیه به کار می‌روند. انتظار می‌رود که رانندگان برای انجام جابجایی جانبی مسیر وسیله نقلیه، سرعت را کاهش دهند. گونه‌های متفاوتی از مانع‌های کنترل سرعت وجود دارد که در دو دستهٔ کلی قرار می‌گیرند: مانع‌های جادهٔ دوطرفه و مانع‌های جادهٔ یک‌طرفه.
داده‌های محدود مربوط به روش‌های مانع‌گذاری نشان می‌دهد که تغییراتی در تصادفات جرحی (از ۵۴-٪ تا ۳۲٪) و شدت تصادف ایجاد شده‌است.